# Interacția ion-solvent
Interacția ion-solvent este o interacție intermoleculară intre un solut ionic (o sare) și un solvent polar cum ar fi apa. Un exemplu foarte cunoscut e reprezentat de interacțiile dintre ionii de sodiu și clor din rețeaua cristalină a sării solide cu solventul la dizolvarea de sare în apă, manifestată prin contracție de volum.
Un model al acestei interacții a fost propus de Max Born.

## Modele
- modelul ion-dipol
- modelul ion-cvadripol